# Elk megye (Kansas)
Elk megye az Amerikai Egyesült Államokban, azon belül Kansas államban található. Megyeszékhelye és legnagyobb városa Howard. Lakosainak száma 2483 fő (2020. április 1.). Elk megye Greenwood, Chautauqua, Wilson, Montgomery, Cowley és Butler megyékkel határos.

## Népesség
A megye népességének változása:
| Lakosok száma | 2870 | 2797 | 2674 | 2655 | 2605 | 2483 |
|               | 2010 | 2011 | 2012 | 2013 | 2015 | 2020 |